# Miroslav Sládek
Miroslav Sládek (ur. 24 października 1950 w Hradcu Králové) – czeski polityk, parlamentarzysta, założyciel i lider Stowarzyszenia na rzecz Republiki – Republikańskiej Partii Czechosłowacji.

## Życiorys
Absolwent Uniwersytetu Karola, na którym studiował technologie informacyjne i bibliotekoznawstwo. Pracował w centrach informacyjnych różnych instytutów badawczych.
W 1989 założył Stowarzyszenie na rzecz Republiki – Republikańska Partia Czechosłowacji, zarejestrowaną w 1990 partię, określaną jako ugrupowanie nacjonalistyczne i skrajnie prawicowe. Pozostał jej przywódcą do 2001, kierując następnie kolejnymi ugrupowaniami, które powstawały na bazie SPR-RSČ. Sukcesy wyborcze ze swoją formacją odnosił w latach 90. W 1992 był posłem do Zgromadzenia Federalnego Czeskiej i Słowackiej Republiki Federacyjnej, a w latach 1996–1998 sprawował mandat deputowanego do Izby Poselskiej. Parlamentarzyści jego ugrupowania wystawiali go w pośrednich wyborach prezydenckich w 1992, 1993 i 1998. W 1998 republikanie znaleźli się poza parlamentem i nie odzyskali swojej pozycji politycznej. W latach 2003–2004 Miroslav Sládek był burmistrzem dzielnicy Brno-Útěchov.